# Takeo Takahashi
Takeo Takahashi (高橋 武夫, Takahashi Takeo, né Takeo Kimura le 31 mai 1947 au Japon, et ayant changé de nom après son mariage) est un ancien joueur international et entraîneur de football japonais, qui jouait au poste d'attaquant.

## Palmarès

### Individuel
- Meilleur buteur du championnat du Japon - 1967 (en tant que Kimura)